# Peter Phillips (Dirigent)

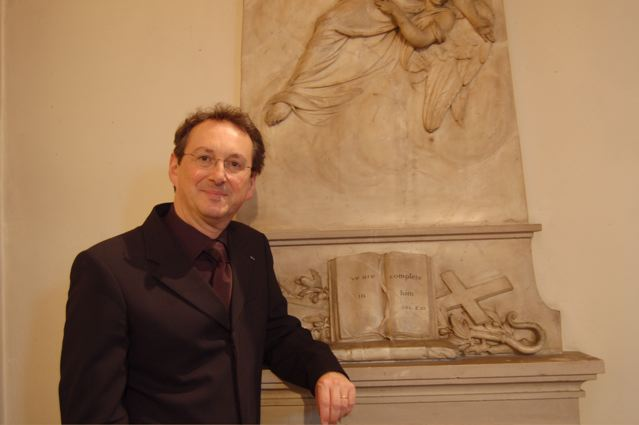
Peter Phillips (2006)

Peter Phillips (* 15. Oktober 1953 in Southampton) ist ein britischer Dirigent, Chorleiter und Musikwissenschaftler. Er ist der Gründer des britischen Vokalensembles The Tallis Scholars im Jahr 1973 und – zusammen mit Steve Smith – Gründer des Musiklabels Gimell Records im Jahr 1980.

## Kindheit und Ausbildung
Phillips wurde in Southampton geboren und studierte von 1967 bis 1971 am Winchester College in Winchester, 1972 an der Royal School of Church Music und von 1972 bis 1975 als Orgelschüler am St John’s College in Oxford. Seine Musiklehrer waren Hugh Macdonald, Denis Arnold und David Wulstan.

## Karriere
Nach Abschluss seiner Ausbildung lehrte er an der Oxford University, am Trinity College of Music und am Royal College of Music in London, wo er in der Nachfolge von David Willcocks auch den Kammerchor leitete. Bis 1988 legte er alle diese Ämter nieder, um sich ganz dem Dirigieren zu widmen.

### The Tallis Scholars
Peter Phillips gründete 1973 The Tallis Scholars. Sein erstes Konzert mit diesem Vokalensemble fand am 3. November 1973 in der Church of St Mary the Virgin in Oxford statt. Das Ensemble bestand aus Gesangsstipendiaten (daher der Begriff Scholar im Titel der Tallis Scholars) und Mitgliedern der führenden Chöre von Oxbridge. Von Anfang an war Phillips bestrebt, mit seinem Vokalensemble einen unverwechselbaren Sound zu erzeugen, beeinflusst von Chören, die er bewunderte, insbesondere den Clerkes of Oxenford. Das Repertoire, das er auswählte, war eigenwillig, da er bisher vernachlässigte Bereiche polyphoner Musik in England und auf dem europäischen Kontinent interpretierte. Das erste Konzert beinhaltete Musik von Jacob Obrecht, Johannes Ockeghem und Orlando di Lasso.
Nach der Gründung von Gimell Records im Jahr 1980 haben The Tallis Scholars viele Lücken im Aufnahmekatalog polyphoner Musik schließen können und Aufnahmen relativ unbekannter Komponisten wie Jacob Obrecht, Johannes Ockeghem, Manuel Cardoso, Robert White, Jacobus Clemens non Papa, Nicolas Gombert und Jean Mouton eingespielt.
Seit dem Gewinn des Gramophone Record of the Year Award im Jahre 1987 werden The Tallis Scholars als das weltweit führende Ensemble für die Interpretation der Renaissance-Polyphonie angesehen.
1988 gab Phillips sein erstes Konzert bei den Proms. Seitdem ist er viele weitere Male hier aufgetreten, immer mit den Tallis Scholars. 2007 schlossen sich die Tallis Scholars mit den BBC Singers zusammen, um bei den Proms die erste moderne Aufführung der 60-stimmigen Messe Missa sopra Ecco sì beato giorno von Alessandro Striggio dem Älteren zu geben. Am 4. August 2014 waren Phillips und die Tallis Scholars bei den Proms zu Gast, um den Jahrestag des Ausbruchs des Ersten Weltkrieges mit einem Requiem von John Tavener zu begehen. Das Requiem wurde auch von BBC Four übertragen.
Im Jahr 2013 leitete Peter Phillips die Tallis Scholars in einem Konzertjahr mit 99 Konzerten, um das 40-jährige Bestehen des Ensembles zu feiern. Unter anderem besuchten sie zum ersten Mal Neuseeland, zum siebten Mal Australien, zum 14. Mal Japan und zum 61. Mal die Vereinigten Staaten. Bis 2021 haben die Tallis Scholars mehr als zwei Drittel ihrer 2.500 Konzerte außerhalb Großbritanniens gegeben. Im November 2023 feierten sie ihr 50-jähriges Jubiläum mit einem Sonderkonzert in der Middle Temple Hall in London.

### Weitere Arbeiten als Dirigent
1985 wurde Phillips eingeladen, das von Philippe Herreweghe gegründete Pariser Barockensemble La Chapelle Royale und den Netherlands Chamber Choir zu dirigieren, was bei ihm ein lebenslanges Interesse an der Arbeit mit Chören weckte, die außerhalb der anglikanischen Chortradition ausgebildet wurden.
Phillips arbeitete anschließend mit dem finnischen Rundfunkchor, dem Ensemble Markells Voices in Nowosibirsk und dem Collegium Vocale Gent (ebenfalls auf Einladung von Philippe Herreweghe) zusammen. 2003 begann er seine Zusammenarbeit mit den BBC Singers, mit denen er mittlerweile in fast 20 Produktionen aufgetreten ist. Er arbeitet regelmäßig mit dem Tudor Choir in Seattle, dem Choeur de Chambre de Namur und den Vokalensembles Intrada in Moskau sowie El Leon de Oro und Musica Reservata de Barcelona in Spanien zusammen. Im Jahr 2013 begann er eine neue Zusammenarbeit mit dem Netherlands Chamber Choir, um Antoine Brumels 12-stimmige Missa Etecce terrae motus einzuspielen.

### Zusammenarbeit mit Komponisten
Phillips lernte 1977 den Komponisten John Tavener kennen, was zu einer langjährigen Zusammenarbeit und Freundschaft führte. Tavener war lange Zeit der einzige lebende Komponist, der für die Tallis Scholars komponierte. Aus der Zusammenarbeit sind Werke wie Ikon of Light, Lords Prayer, Let not the Prince be silent, Tribute to Cavafy und The Requiem Fragments hervorgegangen. In den letzten Jahren hat Phillips auch mit den Komponisten Eric Whitacre, Gabriel Jackson, Nico Muhly, Ivan Moody, John Woolrich, Matthew Martin, Christopher Willcock und Michael Nyman zusammengearbeitet. 2015 veröffentlichte er bei seinem Label mit Tintinnabuli Kompositionen von Arvo Pärt, in dessen Kompositionsstil Tintinnabuli.

### Pädagogische Arbeit
Im Jahr 2000 gründeten Peter Phillips und David Woodcock die erste Tallis Scholars Summer School im englischen Oakham. 2005 folgten weitere Kurse in Seattle in den Vereinigten Staaten und 2007 im australischen Sydney. Ähnliche Kurse fanden auch in Rimini, Evora und Barcelona statt.
Seit 1981 hält er Vorlesungen beim John Hall Venice Course in Venedig.
Phillips, der seit 1974 enge Verbindungen mit der Merton College Chapel in Oxford hat, gründete 2006 mit Hilfe von Jessica Rawson und Simon Jones einen neuen Chor am College. Dieser Chor gab im Oktober 2008 seine ersten Konzerte unter Phillips und Benjamin Nicholas. Seitdem tourt er viel, macht jedes Jahr eine CD und gibt viele Konzerte. Im Jahr 2011 bezeichnete The Guardian diesen Chor als herausragend.
2014 half Phillips beim Aufbau der ersten London International A Cappella Choir Competition am St John’s Smith Square. In der Jury des Wettbewerbs waren John Rutter, Emma Kirkby, Alastair Hume, Mark Williams und James O’Donnell. Interpretiert wurden Werke des Komponisten John Tavener.
2018 konnte Peter Phillips bei BBC Radio 3 in einer insgesamt 6-stündigen Serie seine Sicht auf die Renaissance-Polyphonie erläutern.

### Journalistische Arbeit
Zusätzlich zu seiner Arbeit als Dirigent hat Phillips zahlreiche Fachartikel und neue Ausgaben seltener Musik veröffentlicht. Diese haben dazu beigetragen, dass sich das Interesse an der Renaissance-Polyphonie vergrößert hat. Seit Januar 1983 hat er eine regelmäßige Kolumne für das Magazin The Spectator zu allen Aspekten der klassischen Musik geschrieben, die sich auf über 450 Artikel beziffert. Außerdem hat er für The Times Literary Supplement, The Times, The Guardian, das Royal Academy Magazine, das BBC Music Magazine und den Evening Standard geschrieben.
1995 wurde er Inhaber und Herausgeber der Zeitschrift Musical Times, der ältesten regelmäßig erscheinenden Musikzeitschrift der Welt.

## Auszeichnungen
Im Jahr 2005 wurde Peter Phillips vom französischen Kulturminister zum Chevalier de l’Ordre des Arts et des Lettres ernannt, eine Auszeichnung, die Personen ehren soll, die zum Verständnis der französischen Kultur in der Welt beigetragen haben.
2008 wurde er zum Reed Rubin Director of Music am Merton College in Oxford ernannt und 2010 wurde er ein Bodley Fellow des College.
Mit den Tallis Scholars erhielt er vier Gramophone Awards (1987, 1991, 1994 und 2005), zwei Diapason d’or de l’Année (1989 und 2012) und drei Nominierungen für die Grammy Awards (2002, 2009 und 2010). Ihre Aufnahme von Gregorio Allegris Miserere aus dem Jahr 1980 wurde vom BBC Music Magazine als eine der 50 größten Aufnahmen aller Zeiten bezeichnet.
Im Jahr 2009 wurden die Tallis Scholars vom Magazin Early Music Today zum viert einflussreichsten Ensemble in der Geschichte des Genres gewählt, nach den Instrumentalensembles von David Munrow, John Eliot Gardiner und Christopher Hogwood. Und im Jahr 2013 wurden sie als einziges Ensemble für Renaissancemusik in die Gramophone’s Hall of Fame gewählt.

## Veröffentlichungen
- English Sacred Music 1549–1649 (Gimell, 1991)
- What We Really Do (Musical Times: 1. Auflage 2003)
- What We Really Do (Musical Times: 2. Auflage 2013)[4]